# Liste des épisodes de Supernatural: The Animation
Cet article présente la liste des épisodes de la série télévisée d'animation japonaise Supernatural: The Animation, inspirée de la série télévisée américaine Supernatural.

## Épisodes
À ce jour, l'anime se compose de 22 épisodes. Il est diffusé depuis le 23 février 2011.

### Saison 1
| No | Titre français | Titre japonais | Titre japonais                                                | Date de 1re diffusion |
| No | Titre français | Kanji          | Rōmaji                                                        | Date de 1re diffusion |
| --- | -------------- | -------------- | ------------------------------------------------------------- | --------------------- |
| 1 |                |                | Mou Hitori no Jibun: The Alter Ego                            | 23 février 2011       |
| Sam et Dean enquêtent sur des meurtres étranges, tous les coupables affirment avoir trouvé les victimes mortes. Grâce à l'aide de l'inspecteur Boyle, il découvriront qu'un seul meurtrier rôde. Ennemis : Un polymorphe. Note : Basé sur l'épisode 6 de la saison 1 |                |                |                                                               |                       |
| 2 |                |                | Shi e no Drive: Roadkill                                      | 23 février 2011       |
| Les deux frères vont faire la rencontre d'une jeune femme, Molly, sur la route 41. Elle leur demandera de l'aider à retrouver son mari disparu après leur accident de voiture. Sam et Dean savent que leur mission sera bien plus dure qu'elle ne le paraît. La route 41 est réputée pour être hantée par deux esprits, une jeune femme et un homme l'a parcourant. Ennemis : Deux fantômes. Note : Basé sur l'épisode 16 de la saison 2 |                |                |                                                               |                       |
| 3 |                |                | Hajimari no Basho: Home                                       | 23 février 2011       |
| Sam et Dean retournent dans leur ancienne maison. Sam, ayant eu une vision, a l'intime conviction qu'un danger approche. Dans sa vision, une mère de famille appelle à l'aide. Ennemis : Des poltergeists. Note : Basé sur l'épisode 9 de la saison 1 |                |                |                                                               |                       |
| 4 |                |                | Highway no Bourei: Ghost on the Highway                       | 23 février 2011       |
| Dean et Sam sont accusés de meurtre en se rendant dans une petite ville. Le tueur attaquerait ses victimes au volant d'une Impala noire. Les deux frères vont tout faire pour prouver leur innocence. Ennemis : Un fantôme. Note : Episode original |                |                |                                                               |                       |
| 5 |                |                | Yajuu no Chi: Savage Blood                                    | 23 février 2011       |
| Dean et Sam se rendent dans une ville où des évènements troublants se sont passés. Ils rencontrent un autre chasseur : Jason avec comme spécialité, les vampires. Dean quant à lui se lie d'amitié à un jeune garçon. Ennemis : Vampires, Jason. Note : Episode original ayant des similitudes avec l'épisode 3 de la saison 2 |                |                |                                                               |                       |
| 6 |                |                | Chi Mamire Mary: Till Death Do Us Part                        | 23 février 2011       |
| Sam se rend sur la tombe de Jessica et se remémore leur rencontre 3ans plus tôt ainsi qu'une affaire de morts suspectes touchant de près la jeune fille. Note : Episode original |                |                |                                                               |                       |
| 7 |                |                | Akuma no Yuuwaku: Temptation of the Demon                     | 9 mars 2011           |
| Les frères Winchester retrouve Bobby qui leur apprend qu'un chasseur a été tué. Ils se rendent sur les lieux du meurtre et découvrent qu'un démon est responsable. D'autre part, le chasseur semblait enquêter sur la mort de leur mère... Note : Episode original |                |                |                                                               |                       |
| 8 |                |                | Eien no Ai: Everlasting Love                                  | 9 mars 2011           |
| Sam et Dean enquêtent sur une série de meurtres à Chicago où des jeunes femmes blondes sont assassinées et dépouillées de leurs organes. Note : Episode original |                |                |                                                               |                       |
| 9 |                |                | Vegas no Kami-sama: The Spirit of Vegas                       | 9 mars 2011           |
| Dean est envahi par Binbōgami, le dieu japonais de la pauvreté et de la malchance. Sam et Dean vont donc tout tenter afin d'éliminer cette malédiction Note : Episode original |                |                |                                                               |                       |
| 10 |                |                | Gekkou: Moonlight                                             | 9 mars 2011           |
| Note : Episode original |                |                |                                                               |                       |
| 11 |                |                | Akumu Futatabi: Nightmare                                     | 9 mars 2011           |
| Note : Basé sur l'épisode 14 de la saison 1 |                |                |                                                               |                       |
| 12 |                |                | Kodoku na Senshi: Darkness Calling                            | 9 mars 2011           |
| Note : Episode original |                |                |                                                               |                       |
| 13 |                |                | Mizu ni Sumu Mono: What Lives in the Lake                     | 6 avril 2011          |
| Note : Episode original |                |                |                                                               |                       |
| 14 |                |                | Saikai: Reunion                                               | 6 avril 2011          |
| Note : Basé sur l'épisode 20 de la saison 1 |                |                |                                                               |                       |
| 15 |                |                | Akuma no Wana: Devil`s Trap                                   | 6 avril 2011          |
| Note : Basé sur l'épisode 22 de la saison 1 |                |                |                                                               |                       |
| 16 |                |                | Wakare: In My Time of Dying                                   | 6 avril 2011          |
| Note : Basé sur l'épisode 1 de la saison 2 |                |                |                                                               |                       |
| 17 |                |                | You ga Noboru Basho: Rising Son                               | 6 avril 2011          |
| Episode original |                |                |                                                               |                       |
| 18 |                |                | Jigoku no Ryouken: Crossroad                                  | 6 avril 2011          |
| Note : Basé sur l'épisode 8 de la saison 2 |                |                |                                                               |                       |
| 19 |                |                | Okubyoumono: Loser                                            | 6 avril 2011          |
| Episode original |                |                |                                                               |                       |
| 20 |                |                | Mou Hitotsu no Sekai: What Is and What Should Never Be        | 6 avril 2011          |
| Note : Basé sur l'épisode 20 de la saison 2 |                |                |                                                               |                       |
| 21 |                |                | Erabareshi Mono-tachi (Zenpen): All Hell Breaks Loose, Part 1 | 6 avril 2011          |
| Note : Basé sur l'épisode 21 de la saison 2 |                |                |                                                               |                       |
| 22 |                |                | Erabareshi Mono-tachi (Kouhen): All Hell Breaks Loose, Part 2 | 6 avril 2011          |
| Note : Basé sur l'épisode 22 de la saison 2 |                |                |                                                               |                       |